# Franso Hariri Stadion
A Franso Hariri Stadion egy többfunkciójú stadion Erbílben, az Iraki Kurdisztánban. Legfőképpen futballmérkőzéseket játszanak itt, de lehetőség van atlétikai versenyek lebonyolítására is. A stadion befogadóképessége (a hivatalos leírások szerint) 28 000. Ez az ötödik legnagyobb sportpálya Irakban. Az építményt 1956-ban építették, a felújítására 1992-ig kellett várni. A stadion az Erbil SC nevű labdarúgó klubnak, illetve az Iraki Kurd labdarúgó-válogatottnak ad otthont. 2001-ig a pálya az Erbil Stadion nevet viselte. Később átnevezték Franso Hariri nevére, ezzel tiszteletet mutatva neki. Egyébként az ő erőfeszítéseinek nyomán újították fel a stadiont. Itt rendezték a 2012-es VIVA labdarúgó-világbajnokság döntőjét, amit az Iraki Kurd labdarúgó-válogatott Észak-Ciprus ellen nyert 2-1-re, 22 ezer néző előtt.

## Fordítás
- Ez a szócikk részben vagy egészben  a   Franso Hariri Stadium című a Wikipédia-szócikk ezen változatának fordításán alapul.  Az eredeti cikk szerkesztőit annak laptörténete sorolja fel. Ez a jelzés csupán a megfogalmazás eredetét és a szerzői jogokat jelzi, nem szolgál a cikkben szereplő információk forrásmegjelöléseként.